# Beisebol nos Jogos Pan-Americanos de 1979
As competições de beisebol nos Jogos Pan-Americanos de 1979 foram realizadas em San Juan, Porto Rico. Esta foi a oitava edição do esporte nos Jogos Pan-Americanos.

## Quadro de medalhas
| Ordem | País                     | Medalha de ouro | Medalha de prata | Medalha de bronze | Total |
| ----- | ------------------------ | --------------- | ---------------- | ----------------- | ----- |
| 1     | CUB Cuba                 | 1               | 0                | 0                 | 1     |
| 2     | DOM República Dominicana | 0               | 1                | 0                 | 1     |
| 3     | PUR Porto Rico           | 0               | 0                | 1                 | 1     |
| Total | Total                    | 1               | 1                | 1                 | 3     |

## Medalhistas
| Event     | Ouro     | Prata                    | Bronze         |
| --------- | -------- | ------------------------ | -------------- |
| Masculino | CUB Cuba | DOM República Dominicana | PUR Porto Rico |